# Campeonato Africano de Ginástica Artística de 2009 - Resultados masculinos
Os resultados masculinos do Campeonato Africano de Ginástica Artística de 2009 contaram com quatro provas individuais e a coletiva.